# Енвайронментальна естетика
Енвайронментальна естетика (від англ. Environment — оточення, середовище) — це напрямок у філософській естетиці, який виник в останній третині XX століття в руслі постмодерністської естетики. Енвайроментальна естетика є реакцією на те, що в традиційній естетиці домінує інтерес до мистецтва як такого. Сам термін належить американському філософу  Арнольду Берлеанту.
Основним предметом вивчення енвайронментальної естетики є художні практики створення неутилітарних просторів.
Енвайронментальну естетику умовно можна розділити на два підвиди: реальну і віртуальну. Як критерій поділу береться специфіка енвайромента, або навколишнього середовища. Концепція енвайронмент полягає у злитті навколишнього середовища з твором мистецтва. Саме навколишнє середовище наділяється естетичною цінністю.
Енвайронментальна естетика займається взаємодією об'єктів і середовища, в яку вони поміщені. До енвайронментальної естетики входять також екологічна естетика і естетика повсякденності.

## Головні представники
Берлеант, Сайто, Парсонс.

## Історія
Джерела естетики навколишнього середовища можна знайти в XVIII і XIX століттях, особливо в вченні Канта, вираженого в «Критики здатності судження».

#### XVIII століття
На заході перше серйозне філософське дослідження природи відбулося в XVIII столітті. Природа стала не тільки центральним об'єктом естетичної теорії, а й був створений концепт незацікавленості, як ключова характеристика естетичного досвіду природи. Про це міркували багато мислителів, але класичне визначення було дано Кантом в «Критики здатності судження», де природа стала винятковим об'єктом естетичного досвіду.

#### XIX століття
У XIX столітті по всій Європі поширилося вчення Гегеля, в якому мистецтво визнавалося виразом абсолютного духу. В результаті чого, природа містилася на щабель нижче і естетично оцінювалася слабкіше виробленого людським духом мистецтва. Але вивчення естетики навколишнього середовища або енвайронмент продовжилося на території Північної Америки. Естетизація навколишнього середовища тут в основному здійснювалася з позиції природничих наук. Такі вчені, як географ і еколог  Джордж Марш і натураліст Джон М'юр писали книги і есе про красу природи і про ту небезпеку, яку представляє для неї людина.

#### XX століття
У першій половині XX століття англо-американська естетика повністю ігнорувала енвайронментальну естетику. За деяким винятком, наприклад Джон Дьюї розумів естетичний досвід одночасно як досвід природи і повсякденному житті. Зміни почалися починаючи з 70-х років XX століття. У цей момент одночасно художні практики і теоретичний аналіз підійшли до вивчення простору навколишнього середовища, взаємозв'язок об'єктів і простір в якому вони поміщені. Тут виникає ленд-арт і естетика повсякденності. Людина поміщена в простір повсякденного життя і саме вона може бути джерелом естетичного досвіду і об'єктом аналізу. Енвайронментальна естетика починає включати в себе як вивчення вже існуючих просторів природи, так і культурних (архітектурних) просторів людського життя. Штучно створені художниками простори, які як раз починають з'являтися і цікавити арт-світ, стають об'єктом вивчення енвайронментальної естетики. Навіть не самі простори, а той естетичний досвід, який вони пропонують випробувати.

### Публікації
- Berleant A. 1978, "Aesthetic Paradigms for an Urban Ecology, " Diogenes, 103: l–28.
- Berleant A. 1984, "Aesthetic Participation and the Urban Environment, " Urban Resources, 1: 37–42.
- Berleant A.1985, "Toward a Phenomenological Aesthetics of Environment, " in Descriptions, H. Silverman and D. Idhe (ed.), Albany: SUNY Press.
- Berleant A.1988, "Environment as an Aesthetic Paradigm, " Dialectics and Humanism, 15: 95–106.
- Berleant A.1991, Art and Engagement, Philadelphia: Temple University Press.
- Berleant A.1992, The Aesthetics of Environment, Philadelphia: Temple University Press.
- Berleant, A.1997, Living in the Landscape: Toward an Aesthetics of Environment, Lawrence: University Press of Kansas.
- Berleant, A.2004, Re-thinking Aesthetics: Rogue Essays on Aesthetics and the Arts, Aldershot: Ashgate.
- Berleant, A. 2005, Aesthetics and Environment: Variations on a Theme, Aldershot: Ashgate.
- Berleant, A. 2010, Sensibility and Sense: The Aesthetic Transformation of the Human World, Exeter: Imprint Academic.
- Berleant, A.2012, Aesthetics Beyond the Arts: New and Recent Essays, Aldershot: Ashgate.
- Berleant, A. 2013, «What is Aesthetic Engagement?» Contemporary Aesthetics, 11, [available online].
- Berleant, A. and Carlson, A., (ed.), 2007, The Aesthetics of Human Environments, Peterborough: Broadview Press.

- Carroll, N., 1993, "On Being Moved By Nature: Between Religion and Natural History, " in Landscape, Natural Beauty and the Arts, S. Kemal and I. Gaskell (ed.), Cambridge: Cambridge University Press.
- Saito, Y., 1985, "The Japanese Appreciation of Nature, " British Journal of Aesthetics, 25: 239—251.
- Saito, Y., 1998a, "The Aesthetics of Unscenic Nature, " Journal of Aesthetics and Art Criticism, 56: 101—111.
- Saito, Y., 2001, "Everyday Aesthetics, " Philosophy and Literature, 25: 87–95.
- Saito, Y., 2004, "Machines in the Ocean: The Aesthetics of Wind Farms, " Contemporary Aesthetics, 2.
- Saito, Y., 2007a, Everyday Aesthetics, Oxford: Oxford University Press.
- Saito, Y., 2007b, "The Role of Aesthetics in Civic Environmentalism, " in The Aesthetics of Human Environments, A. Berleant and A. Carlson (ed.), Peterborough: Broadview Press.
- Saito, Y., 2010, "Future Directions for Environmental Aesthetics, " Environmental Values, 19: 373—391.
- Saito, Y., 2012, "Everyday Aesthetics and Artification, " in Contemporary Aesthetics, 4.
- Dickie, G., 1974, Art and the Aesthetic: An Institutional Analysis, Ithaca: Cornell University Press
- Parsons, G., 2002, "Nature Appreciation, Science, and Positive Aesthetics, " British Journal of Aesthetics, 42: 279—295.
- Parsons, G., 2004, "Natural Functions and the Aesthetic Appreciation of Inorganic Nature, " British Journal of Aesthetics, 44: 44–56.
- Parsons, G., 2006a, "Freedom and Objectivity in the Aesthetic Appreciation of Nature, " British Journal of Aesthetics, 46: 17–37.
- Parsons, G., 2006b, "Theory, Observation, and the Role of Scientific Understanding in the Aesthetic Appreciation of Nature, " Canadian Journal of Philosophy, 36: 165—186.
- Parsons, G., 2007, "The Aesthetic Value of Animals, " Environmental Ethics, 29: 151—169.
- Parsons, G., 2008a, Aesthetics and Nature, London: Continuum Press.

### Ресурси Інтернету
https://plato.stanford.edu/entries/environmental-aesthetics/ [Архівовано 21 квітня 2018 у Wayback Machine.]
http://artuzel.com/content/envayronment [Архівовано 4 січня 2018 у Wayback Machine.]